# مگس‌گیر گونه‌گون
مگس‌گیر گونه‌گون (نام علمی: Empidonomus varius) گونه‌ای از پرندگان از تیرهٔ ژیان‌مرغان است. با انتقال مگس‌گیر توسی تاج‌دار به سردهٔ خودش، این تنها گونه‌ای است که در سردهٔ Empidonomus به جا مانده است.
در آرژانتین، بولیوی، برزیل، پاراگوئه، اروگوئه و گویان یافت می‌شود. این یک گونهٔ سرگردان به بخش‌های شمال غربی بیشتر این قاره است.